# Regionen Japans
Japan wird oft in Regionen (jap. 地方, chihō) eingeteilt.

## Bedeutung
Die Regionen sind keine Verwaltungseinheiten wie die 47 Präfekturen Japans. Nur Hokkaidō ist gleichzeitig eine Präfektur.
Die Regionaleinteilung findet sich aber im Wirtschaftsleben (Firmengliederungen, Sendegebiete etc.) wieder, fasst in etwa geographisch und kulturell zusammenhängende Gebiete zusammen und wird auch in den Schulen in Erdkunde gelehrt. Sie basiert zum Großteil auf historischen Hintergründen.

## Liste
Geordnet von Norden bis Süden gibt es in einer verbreiteten geographischen Einteilung folgende Regionen:
- Hokkaidō: die Insel Hokkaidō sowie umliegende kleinere Inseln,
- Tōhoku: das nördliche Honshū,
- Kantō: das östliche Honshū,
- Chūbu, das zentrale Honshū, oftmals unterteilt in:
  - Hokuriku: das nördliche Chūbu,
  - Chūō-kōchi bzw. Tōsan: das zentrale Chūbu,
  - Tōkai: das südliche Chūbu,
- Kinki: West-Zentral-Honshū,
- Chūgoku: das westliche Honshū,
- Shikoku: die Insel Shikoku im Südosten und
- Kyūshū-Okinawa: die Insel Kyūshū im Südwesten und die südlich anschließenden Nansei-Inseln

Zur Region Kyūshū hinzuzurechnen sind noch die Nansei-Inseln zwischen Kyūshū und Taiwan, die Teile der Präfektur Kagoshima und die gesamte Präfektur Okinawa umfassen. Okinawa ist die Hauptinsel des ehemaligen unabhängigen Reiches der Ryūkyū-Inseln und bezeichnet meist auch die Region. Die Inseln gehören erst seit 1879 zu Japan (1945 von den USA besetzt, 1972 wieder an Japan zurückgegeben).
Besonders in Zentraljapan zwischen Kantō und Kinki sind die von verschiedenen Institutionen verwendeten Regionaleinteilungen aber variabel und oft anders gruppiert.

## Verbreitete Acht-Regionen-Einteilung
| Region                      | Lage | Karte      | Präfekturen                                                        | Anmerkungen |
| --------------------------- | ---- | ---------- | ------------------------------------------------------------------ | --- |
| Hokkaidō (北海道)           |      |            | Hokkaidō                                                           | Die Hokkaidō („Präfektur Hokkai“ bzw. „Nordmeerpräfektur“, historisch „Hokkai-/Nordmeer-Reichskreis/Bezirk/Großlandschaft/Route“) ist die größte Präfektur Japans. Ihre gleichnamige Hauptinsel ist die zweitgrößte Insel Japans. Heute deckungsgleich mit der Präfektur ist heute auch die Region. Hokkaidō entstand im 19. Jahrhundert als achter Reichskreis mit elf Provinzen in einer modernen Ergänzung zu den sieben Reichskreisen der Antike; danach wurde sie aber schrittweise und ab 1946 gesetzlich voll gleichwertig Präfektur. Die Insel hieß früher Ezo[chi] (bzw. in veralteten Romanisierungen Yezo, Yesso) |
| Tōhoku (東北)               |      |            | Akita Aomori Fukushima Iwate Miyagi Yamagata                       | Die Region Tōhoku (übersetzt: Nordosten) nimmt den nördlichen Teil der Insel Honshū ein. Tōhoku ist relativ dünn besiedelt und hat nur wenige Großstädte. |
| Kantō (関東)                |      |            | Chiba Gunma Ibaraki Kanagawa Saitama Tochigi Tokio                 | Die Region Kantō nimmt den östlichen Teil des mittleren Honshū ein. Der Name Kantō kommt daher, dass die Region östlich (東, tō) der Grenzstation (関所) Hakone liegt. Zusammen mit Yokohama und Kawasaki bildet Tokyo die größte Metropolregion der Welt mit über 36 Millionen Bewohnern. |
| Chūbu (中部)                |      |            | Aichi Fukui Gifu Ishikawa Niigata Nagano Shizuoka Toyama Yamanashi | Die Region Chūbu nimmt, wie schon der japanische Name (Mittlerer Teil) andeutet, das zentrale Honshū ein. Oft wird es auch unterteilt in: - Hokuriku: das nördliche Chūbu, - Chūō-kōchi bzw. Tōsan: das zentrale Chūbu und - Tōkai: das südliche Chūbu. Weitere Unteilungen sind: Shin’etsu (Nagano und Niigata), Kōshin’etsu (+ Yamanashi), Hokuriku-Shin’etsu (Hokuriku und Shin’etsu) oder Kōshin (=Yamanashi+Nagano). Kōshin’etsu oder Kōshin werden oft mit Kantō als Kantō-Kōshin/Kantō-Kōshin’etsu zu einer Region zusammengefasst.                                                                                   |
| Kinki (近畿)                |      |            | Shiga Mie Kyōto Nara Osaka Wakayama Hyōgo                          | Die Region Kinki nimmt den Westteil der Insel Honshū ein. Der Name Kinki (deutsch: nahe der Hauptstadt) rührt daher, dass bis zur Meiji-Restauration alle japanischen Kaiserstädte in dieser Region lagen. Mie zählt in vielen praktischen Kontexten nicht zu Kinki, sondern zu Tōkai/Chūbu. Der Norden von Mie gehört zur Metropolregion Chūkyō um Nagoya, und der Großteil von Mie war schon in der Antike Teil des Reichskreises Tōkai. |
| Chūgoku (中国)              |      |            | Hiroshima Okayama Shimane Tottori Yamaguchi                        | Die Region Chūgoku nimmt das westliche und zugleich südliche Ende der Insel Honshū ein. Da Chūgoku (deutsch: Land der Mitte) auf Japanisch auch der Name für China ist, wird die Region Chūgoku inzwischen wie mit vollständigen Namen ohnehin alle Regionen mit dem Suffix Region (地方 -chihō) versehen, um Verwechslungen zu vermeiden. |
| Shikoku (四国)              |      |            | Ehime Kagawa Kōchi Tokushima                                       | Die Region Shikoku besteht aus vier Präfekturen, die sich die Hauptinsel Shikoku und vorgelagerte Inseln teilen. Shikoku (deutsch: Vier Länder) ist die kleinste der vier Hauptinseln. Den Namen Vier Länder hat die Insel aufgrund der Tatsache, dass sie früher aus vier Provinzen bestand. |
| Kyūshū-Okinawa (九州・沖縄) |      | nur Kyūshū | Fukuoka Kagoshima Kumamoto Miyazaki Nagasaki Ōita Saga Okinawa     | Zur Region Kyūshū zählen die Insel Kyūshū, die südlichste Hauptinsel Japans, deren vorgelagerte Inseln sowie die Provinzen Tsushima und Iki (heute Teil von Nagasaki) und die Nansei-Inseln, von denen Okinawas Hauptinsel die größte und wichtigste Insel ist. Der Name Kyūshū (deutsch: neun Provinzen) stammt von der ursprünglichen Unterteilung der Insel in neun Provinzen. |

## Andere Einteilungen

Vorhersageregionen des Wetterdienstes

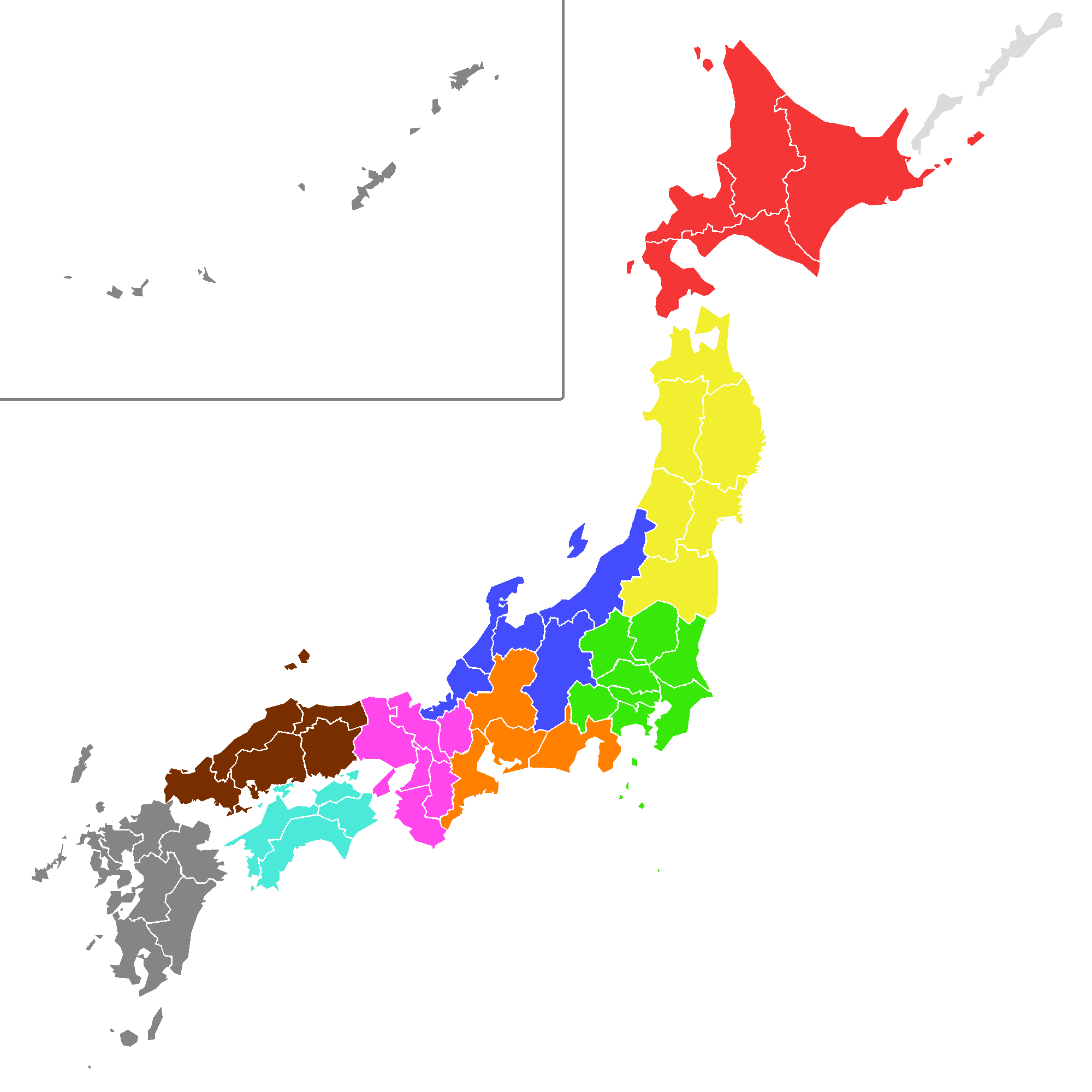
Regionen im Fußball

Regionale Elektrizitätsversorger/Netzbetreiber

Verschiedene Institutionen verwenden andere Regionaleinteilungen. Beispiele sind:
Der staatliche Wetterdienst, die Kishō-chō (engl. Japan Meteorological Agency), verwendet für Wetterberichte folgende Einteilung:
- Hokkaidō und Tōhoku wie oben
- Kantō-Kōshin: Präfekturen Tochigi, Gunma, Ibaraki, Tokio, Saitama, Chiba, Kanagawa, Nagano, Yamanashi
- Hokuriku: Präfekturen Niigata, Toyama, Ishikawa, Fukui
- Tōkai: Präfekturen Aichi, Gifu, Mie, Shizuoka
- Kinki: Präfekturen Kyōto, Hyōgo, Shiga, Nara, Wakayama, Osaka
- Chūgoku: Präfekturen Okayama, Hiroshima, Tottori, Shimane
- Shikoku wie oben
- Nord-Kyūshū: Präfekturen Yamaguchi, Fukuoka, Ōita, Saga, Nagasaki, Kumamoto
- Süd-Kyūshū-Amami: Präfekturen Miyazaki, Kagoshima
- Okinawa: Präfektur Okinawa

Dabei werden die Regionen Hokkaidō und Tōhoku als Nordjapan, Kantō-Kōshin, Hokuriku und Tōkai als Ostjapan und Kinki, Chūgoku, Shikoku, Nord- und Südkyūshū als Westjapan gruppiert.
Die regional federführenden Präfekturstudios des öffentlichen Rundfunksenders NHK, die z. B. die Regionalfenster in den nationalen Fernseh- und Radionachrichten übertragen, teilen sich Japan wie folgt:
- Hokkaidō und Tōhoku wie oben
- Kantō-Kōshin’etsu: Präfekturen Tokio, Kanagawa, Saitama, Chiba, Gunma, Tochigi, Ibaraki, Yamanashi, Nagano, Niigata
- Tōkai-Hokuriku: Präfekturen Aichi, Gifu, Mie, Toyama, Ishikawa, Fukui, Shizuoka
- Kinki: Präfekturen Osaka, Shiga, Kyōto, Hyōgo, Nara, Wakayama
- Chūgoku, Shikoku und Kyūshū wie oben

Die regionalen Wahlblöcke für die 1996 eingeführte Verhältniswahl bei Wahlen zum Shūgiin, dem Unterhaus des nationalen Parlaments verwenden eine elfgliedrige Einteilung, in der Kantō (inklusive Yamanashi, ohne Tokio) in Nord und Süd geteilt ist, die Präfektur Tokio eine eigene Region bildet und Chūbu in Hokuriku-Shin’etsu und Tōkai (inklusive Mie) unterteilt ist, siehe Liste der Wahlkreise zum Shūgiin.
Die Obergerichte unterteilen Japan in acht regionale Zuständigkeitsbereiche, die von der obigen Gliederung abweichen.
Die nationale Polizeibehörde verwendet ebenfalls eine von der obigen klassischen Acht-Regionen-Einteilung abweichende Regionalgliederung: Hokkaidō und Tokio sind separat, die übrigen 45 Präfekturen werden in sieben Regionen gruppiert (siehe Japanische Polizei).
Einige regionale Gouverneurskonferenzen verwenden ebenfalls eine abweichende Einteilung, siehe Zenkoku Chijikai#Regionale Gouverneurskonferenzen.
Pläne für das seit Jahrzehnten diskutierte und von der Zentralregierung besonders seit den frühen 2000er Jahren geplante Dōshūsei, ein System von größeren, finanziell handlungsfähigeren und stärker autonomen Staaten, die über die Präfekturen gestellt oder sie ganz ersetzen sollen, sehen verschiedene Einteilungen in 9, 11 oder 13 Staaten vor.
Der quartalsweise regionale Wirtschaftsbericht der japanischen Zentralbank (Sakura report) verwendet eine neungliedrige Einteilung in: Hokkaidō, Tōhoku, Hokuriku, Kantōkōshin’etsu, Tōkai, Kinki, Chūgoku, Shikoku, Kyūshū-Okinawa.

### Im Zweiten Weltkrieg
Die in der Endphase des Zweiten Weltkriegs vom Innenministerium der Reichsregierung in Form von -chihō gyōsei kyōkaigi (地方行政協議会, etwa „gemeinsame Regionalverwaltungskonferenzen“) ab 1943 und -chihō sōkanfu (地方総監府; ~„Regionalgeneralgouvernemente“ oder „allgemeine Regionalaufsichtsämter“) ab Juni 1945 in Vorbereitung auf die erwartete Invasion der Hauptinseln als Verwaltungseinheiten über den Präfekturen genutzten Regionen waren wie folgt zusammengesetzt:
| Region (-chihō) | Präfekturen (-to/-chō/-fu/-ken)                                       | Federführende Präfekturverwaltung |
| --------------- | --------------------------------------------------------------------- | --------------------------------- |
| Hokkai          | Karafuto, Hokkaidō                                                    | Hokkaidō                          |
| Tōhoku          | Aomori, Iwate, Miyagi, Akita, Yamagata, Fukushima                     | Miyagi                            |
| Kantō           | Ibaraki, Tochigi, Gunma, Saitama, Chiba, Tōkyō, Kanagawa, Yamanashi   | Tōkyō                             |
| Tōkai           | Gifu, Shizuoka, Aichi, Mie                                            | Aichi                             |
| Hokuriku        | Niigata, Toyama, Ishikawa, Fukui, Nagano                              | Niigata                           |
| Kinki           | Shiga, Kyōto, Ōsaka, Hyōgo, Nara, Wakayama                            | Ōsaka                             |
| Chūgoku         | Tottori, Shimane, Okayama, Hiroshima, Yamaguchi                       | Hiroshima                         |
| Shikoku         | Tokushima, Kagawa, Ehime, Kōchi                                       | Ehime                             |
| Kyūshū          | Fukuoka, Saga, Nagasaki, Kumamoto, Ōita, Miyazaki, Kagoshima, Okinawa | Fukuoka                           |

Im Januar 1945 wurden die Regionalkonferenzen in acht Regionen umgruppiert, die bereits den späteren sōkanfu entsprachen.
| Region (-chihō) | Präfekturen (-to/-chō/-fu/-ken)                                                      | Sitz des sōkanfu |
| --------------- | ------------------------------------------------------------------------------------ | ---------------- |
| Hokkai          | Karafuto, Hokkaidō                                                                   | Sapporo-shi      |
| Tōhoku          | Aomori, Iwate, Miyagi, Akita, Yamagata, Fukushima                                    | Sendai-shi       |
| Kantō-Shin’etsu | Ibaraki, Tochigi, Gunma, Saitama, Chiba, Tōkyō, Kanagawa, Yamanashi, Niigata, Nagano | Tōkyō-to         |
| Tōkai-Hokuriku  | Gifu, Shizuoka, Aichi, Mie, Toyama, Ishikawa                                         | Nagoya-shi       |
| Kinki           | Shiga, Kyōto, Ōsaka, Hyōgo, Nara, Wakayama, Fukui                                    | Ōsaka-shi        |
| Chūgoku         | Tottori, Shimane, Okayama, Hiroshima, Yamaguchi                                      | Hiroshima-shi    |
| Shikoku         | Tokushima, Kagawa, Ehime, Kōchi                                                      | Takamatsu-shi    |
| Kyūshū          | Fukuoka, Saga, Nagasaki, Kumamoto, Ōita, Miyazaki, Kagoshima, Okinawa                | Fukuoka-shi      |

Nach Kriegsende wurden die sōkanfu noch lange vor der Abschaffung des Innenministeriums sofort aufgelöst.